# Mitragliatrice ad uso generale

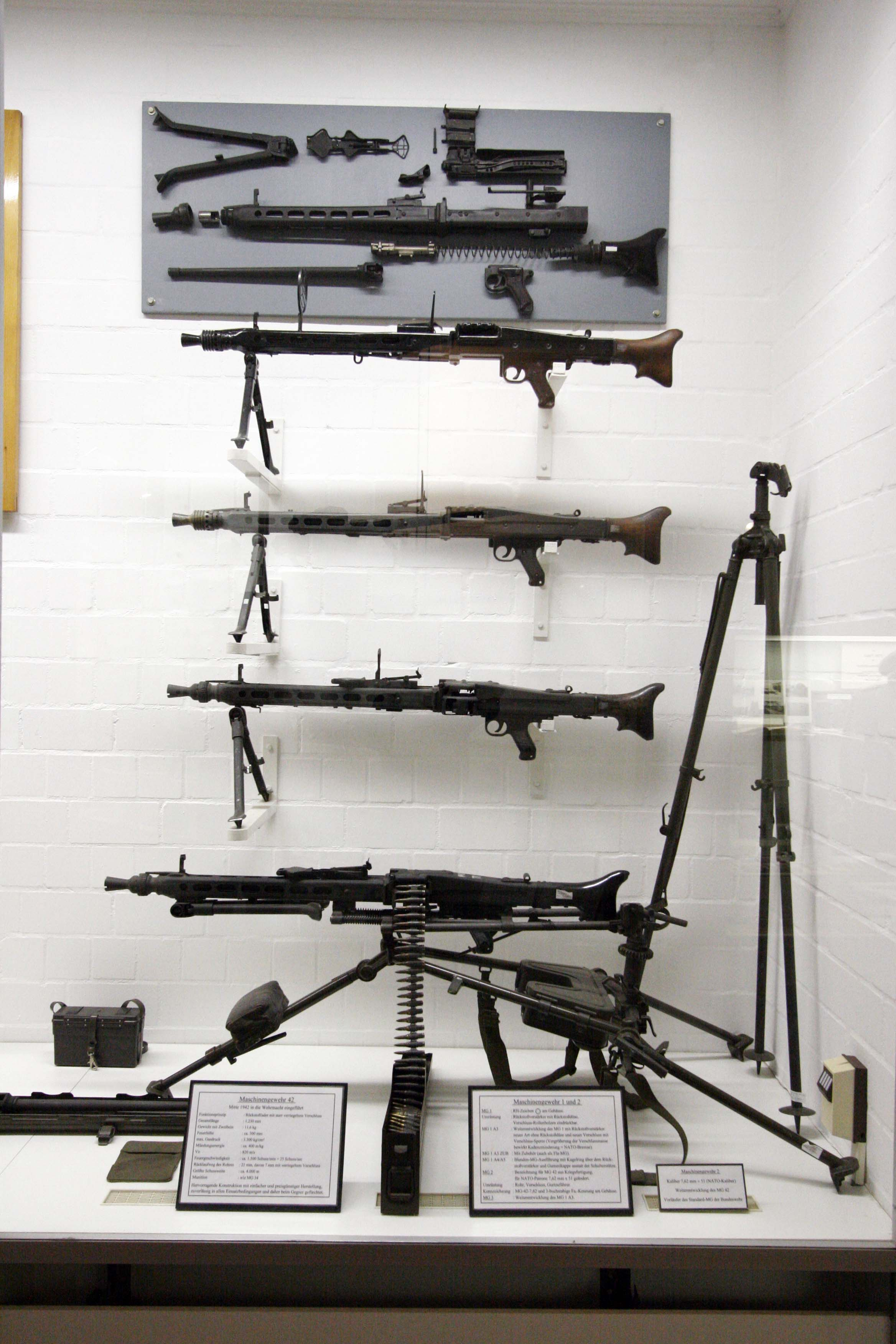
Una MG 42 tedesca esposta nelle sue varie configurazioni e con vari accessori. In alto, l’arma smontata.

Una mitragliatrice ad uso generale è un tipo di mitragliatrice media che può essere usata in tutti i ruoli coperti dalle mitragliatrici, di solito con risultati leggermente inferiori alle armi costruite specificamente.
Uno dei primi modelli fu la MG 34, usabile contro fanteria e mezzi non corazzati, e montabile su bipedi, treppiedi, veicoli, velivoli e costruzioni. Altri esempi sono M240 e la precedente M60.

## Mitragliatrici famose
- FN MAG
- MG 3
- PK/PKM
- M60